# Teodora Angela Lefterescu
Teodora Angela Lefterescu (n. 3 august 1926, Fălticeni, județul Suceava – d. 29 aprilie 2007, Constanța), a fost prima femeie căpitan de cursă lungă din România.

## Biografie
Tatăl, Vespasian, a fost ofițer în armata română, iar despre mama sa, Maria, ea povestea că „era o adevărată doamnă a târgului”.
Liceul l-a făcut în orașul natal, iar vacanțele și le-a petrecut la malul mării în Eforie, acolo unde familia sa avea o casă de vacanță. Aici a prins dragostea de mare, de depărtare, în timp ce făcea excursii în larg cu micile ambarcațiuni.
Deși visul ei era să devină marinar, părinții au îndrumat-o să urmeze medicina. Reușește să treacă examenul la Institutul francez unde erau 58 de candidați pe 17 locuri.
După numeroase încercări și refuzuri repetate la Direcția Marinei Comerciale din București și sindicatul marinarilor din Constanța, Teodora Angela Lefterescu este acceptată ca marinar și îmbarcată la 8 martie 1948 pe remorcherul Filimon Sârbu, pentru trei luni, în calitate de ofițer asistent. În această perioadă este nevoită să facă tot felul de munci, precum făcut noduri, spălat, sau vopsit puntea. Tot atunci și-a cunoscut și soțul, Mihai Lefterescu, care apoi este numit director general în Minister, în București. În anul 1952 obține brevetul de ofițer II.
În anul 1967, Teodora Angela Lefterescu primește de la căpitănia portului Constanța, brevetul de căpitan de remorcher maritim, iar la 12 decembrie 1972, carnetul de marinar cu numărul 02547/4934, eliberat de căpitănia portului Tulcea. De-a lungul carierei a condus remorcherele Filimon Sârbu și Octombrie Roșu, și a secondat pe navele Jiul, Polar I, Trotuș, Dorna.
La data de 6 februarie 1982 ajunge în funcția de comandant pe nava de pescuit oceanic Ceahlău, pe care rămâne până la pensionare în anul 1984.
În anul 1999 primeste titlul de cetățean de onoare al municipiului Fălticeni. În ultimii ani din viață a locuit în Constanța, plimbându-se prin locurile pe care nu avusese încă ocazia să le viziteze, până la sfârșitul vieții, în aprilie 2007.
A fost înmormântată în localitatea dobrogeană Urluia, unde un meșter local i-a ridicat o cruce pe care a încrustat conturul unui vapor.